# Wang Zhouyu
Wang Zhouyu (xinès: 汪周雨)  (Yichang, 13 de maig de 1994) és una aixecadora de peses xinesa que competeix en la categoria de -81 Kg (abans havia participat en les categories de -75 Kg, -76 Kg i -87 Kg). Ha participat en 1 Olimpíada, guanyant la medalla d'or en la categoria de -87 Kg en els Jocs Olímpics de Tòquio 2020. A més ha guanyat 4 medalles en els Campionats del Món (2 d'or) i 4 medalles (3 d'or) en els Campionats d'Àsia.

## Trajectòria professional
| Jocs Olímpics     | Jocs Olímpics | Jocs Olímpics | Jocs Olímpics |
| Any               | Seu           | Posició       | Categoria     |
| ----------------- | ------------- | ------------- | ------------- |
| 2020              | Tòquio        | 1             | -87 Kg        |
| Campionat del Món |               |               |               |
| 2018              | Aşgabat       | 1             | -76 Kg        |
| 2019              | Pattaya       | 1             | -87 Kg        |
| 2022              | Bogotà        | 2             | -81 Kg        |
| 2023              | Riad          | 2             | -81 Kg        |
| Campionat d'Àsia  |               |               |               |
| 2015              | Phuket        | 1             | -75 Kg        |
| 2019              | Ningbo        | 1             | -87 Kg        |
| 2020              | Taixkent      | 1             | -87 Kg        |
| 2023              | Jinju         | 2             | -81 Kg        |